# Interstate 380 (Iowa)
Pour les articles homonymes, voir Interstate 380.
L'Interstate 380 (I-380) est une autoroute auxiliaire de 73 miles (117 km) de l'est de l'Iowa. La route s'étend à partir de l'I-80 près de Coralville jusqu'à Waterloo. L'I-380 relie les villes de Cedar Rapids et de Waterloo, la deuxième et sixième ville de l'État, respectivement, au système d'Interstates. À l'exception du dernier 1,5 mile (2,4 km) au nord de la US 20, l'I-380 forme un multiplex avec Iowa 27.
La construction de l'I-380 a pris douze ans, en se terminant en 1985. Après l'ouverture de l'I-380, la US 218 a été déplacée sur un tracé au sud de Cedar Rapids.

## Description du tracé
L'I-380 débute à la jonction de la US 218 / Iowa 27 / I-80 à Coralville. À partir de cet échangeur, l'I-380, la US 218 et la Iowa 27 forment un multiplex vers Cedar Rapids. L'autoroute se dirige au nord et dessert North Liberty. Au nord de cette ville, l'autoroute longe l'ancien alignement de la US 218. L'autoroute traverse ensuite la rivière Iowa. L'autoroute entre à Cedar Rapids près de l'Aéroport de l'est de l'Iowa. Trois miles (4,8 km) au nord de l'aéroport, l'I-380 croise la US 30 et la US 151. C'est à cet endroit que la US 218 quitte le multiplex.
À travers Cedar Rapids, l'I-380 est surélevée par rapport aux rues avoisinantes. Alors qu'elle s'approche du centre-ville et de la rivière Cedar, l'autoroute adopte un virage à 90 degrés vers l'est, traverse la rivière et reprend un alignement vers le nord. Au nord du centre-ville, l'I-380 sert de délimitation entre les quartiers résidentiels à l'est et industriels à l'ouest. Plus vers le nord, le quartier industriel est remplacé par un quartier commercial lorsque l'I-380 rencontre la Iowa 100.
L'autoroute quitte les limites de Cedar Rapids et entre à Hiawatha. Elle y croise des voies locales avant de se diriger au nord-ouest et de quitter la région de Cedar Rapids. L'autoroute passe par des communautés rurales. Elle passe par Center Point, Urbana et Brandon. L'autoroute entre ensuite dans le comté de Black Hawk, toujours vers le nord-ouest. Elle atteint ensuite la US 20 qui se joindra au multiplex.
Les trois routes se dirigent à l'ouest vers Waterloo. L'autoroute passe par les banlieues est de Waterloo. Elle traverse à nouveau la rivière Cedar et, juste après, la US 20 et la Iowa 27 quittent le multiplex. La US 218 rejoint quant à elle l'I-380. L'autoroute se dirige vers le nord et l'I-380 prend fin à un feu de circulation à Mitchell Avenue. La US 218 continue vers le nord à cet endroit.

## Liste des sorties
| Interstate 380                                         |                                        |       |        |        |                                                                                          | |
| Comté                                                  | Municipalité                           | mi    | km     | Sortie | Intersections / Destinations                                                             | Notes |
| Johnson                                                | Coralville                             | 0,00  | 0,00   |        | US 218 sud / Iowa 27 (en) sud – Mount Pleasant, Keokuk                                   | Terminus sud du multiplex avec US 218 / Iowa 27; la route continue au-delà                                                                    |
| Johnson                                                | Coralville                             | 0,00  | 0,00   | 97     | I-80 – Iowa City, Des Moines                                                             | Indiqué sortie 97A (est) et 97B (ouest) en direction nord                                                                                     |
| Johnson                                                | Coralville                             | 0,00  | 0,00   | 0      | I-80 – Iowa City, Des Moines                                                             | Indiqué sortie 0A (est) et 0B (ouest) en direction sud                                                                                        |
| Johnson                                                | North Liberty                          | 2,04  | 3,28   | 2      | Forevergreen Road                                                                        | |
| Johnson                                                | North Liberty                          | 4,05  | 6,52   | 4      | CR F28 – North Liberty                                                                   | |
| Johnson                                                | Jefferson Township                     | 10,86 | 17,48  | 10     | CR F12 – Swisher, Shueyville                                                             | |
| Linn                                                   | Cedar Rapids                           | 13,82 | 22,24  | 13     | Ely, Aéroport de Cedar Rapids                                                            | |
| Linn                                                   | Cedar Rapids                           | 16,33 | 26,28  | 16     | US 30 / US 151 / US 218 sud – Mount Vernon, Tama                                         | Terminus nord du multiplex avec US 218; indiqué sortie 16A (est) et 16B (ouest) en direction nord                                             |
| Linn                                                   | Cedar Rapids                           | 17,59 | 28,31  | 17     | 33rd Avenue SW – Hawkeye Downs                                                           | |
| Linn                                                   | Cedar Rapids                           | 18,35 | 29,53  | 18     | Wilson Avenue SW                                                                         | |
| Linn                                                   | Cedar Rapids                           | 19,42 | 31,25  | 19A    | Vers US 151 Bus. / Diagonal Drive / 5th Avenue SW – Centre-ville                         | Sortie direction nord, entrée direction sud                                                                                                   |
| Linn                                                   | Cedar Rapids                           | 19,75 | 31,79  | 19B    | Vers US 151 Bus. (1st Avenue W) – Veterans Memorial Stadium, Kingston Stadium, Ice Arena | Pas d'entrée direction sud; sortie direction nord indiqué sortie 19C                                                                          |
| Linn                                                   | Cedar Rapids                           | 19,75 | 31,79  | 19C    | 1st Street W                                                                             | Sortie direction nord seulement |
| Linn                                                   | Cedar Rapids                           | 20,16 | 32,44  | 20A    | Vers US 151 Bus. / 1st Street E – Centre-ville                                           | Pas de sortie en direction nord |
| Linn                                                   | Cedar Rapids                           | 20,60 | 33,15  | 20B    | 7th Street E – Alliant Energy PowerHouse                                                 | Entrées via 8th Street |
| Linn                                                   | Cedar Rapids                           | 21,57 | 34,71  | 21     | H Avenue, J Avenua                                                                       | J Avenue indiqué en direction nord seulement                                                                                                  |
| Linn                                                   | Cedar Rapids                           | 22,35 | 35,97  | 22     | Coldstream–29th Street / Glass Road – 32nd Street                                        | |
| Linn                                                   | Cedar Rapids                           | 23,38 | 37,62  | 23     | 42nd Street                                                                              | Sortie direction sud via sortie 24B |
| Linn                                                   | Cedar Rapids                           | 23,38 | 37,62  | 24A    | Iowa 100 (en) (Collins Road)                                                             | Sortie direction sud, entrée direction nord                                                                                                   |
| Linn                                                   | Hiawatha                               | 24,37 | 38,45  | 24B    | Blairs Ferry Road                                                                        | |
| Linn                                                   | Hiawatha                               | 25,28 | 39,22  | 25     | Boyson Road                                                                              | |
| Linn                                                   | Hiawatha                               | 26,38 | 40,69  | 26     | Tower Terrace Road                                                                       | Échangeur proposé |
| Linn                                                   | Monroe Township                        | 28,85 | 42,46  | 28     | CR E34 – Toddville, Robins                                                               | |
| Linn                                                   | Center Point                           | 35,84 | 57,67  | 35     | CR W36 – Center Point                                                                    | |
| Benton                                                 | Urbana                                 | 41,88 | 67,39  | 41     | Urbana                                                                                   | |
| Benton                                                 | Urbana                                 | 43,55 | 70,08  | 43     | Iowa 150 (en) – Vinton, Independence                                                     | |
| Buchanan                                               | Jefferson Township                     | 49,96 | 80,40  | 49     | Brandon                                                                                  | |
| Limite Buchanan–Black Hawk                             | Limite township Jefferson–Spring Creek | 55,36 | 89,09  | 55     | CR V65 – Jesup                                                                           | |
| Black Hawk                                             | Fox Township                           | 62,23 | 100,15 | 62     | CR D38 – Gilbertville                                                                    | |
| Black Hawk                                             | Poyner Township                        | 64,65 | 104,04 | 65     | US 20 est – Dubuque                                                                      | Terminus sud du multiplex avec US 20 |
| Black Hawk                                             | Poyner Township                        | 66,50 | 107,01 | 66     | Raymond, Gilbertville                                                                    | |
| Black Hawk                                             | Evansdale                              | 68,40 | 110,08 | 69     | Evansdale Drive – Elk Run Heights                                                        | |
| Black Hawk                                             | Evansdale                              | 70,67 | 113,74 | 70     | River Forest Road                                                                        | |
| Black Hawk                                             | Waterloo                               | 71,18 | 114,55 | 71     | US 20 ouest / Iowa 27 (en) nord – Cedar Falls US 218 sud – La Porte City                 | Terminus nord du multiplex avec US 20, / Iowa 27; terminus sud du multiplex avec US 218; indiqué sortie 71A (US 218) et 71B (US 20 / Iowa 27) |
| Black Hawk                                             | Waterloo                               | 72,39 | 116,50 | 72     | San Marnan Drive                                                                         | |
| Black Hawk                                             | Waterloo                               | 72,97 | 117,43 |        | US 218 nord / Mitchell Avenue                                                            | Terminus nord du multiplex avec US 218; la route continue au-delà du terminus comme US 218                                                    |
| - Terminus de multiplex - Accès incomplet - Non-ouvert |                                        |       |        |        |                                                                                          | |